# Quaderns de Folklore
Els Quaderns de Folklore són una publicació apareguda a Ciutadella des del 1979. Són promoguts pel Col·lectiu Folklòric de Ciutadella, que havia iniciat la seva tasca de recuperació del folklore menorquí amb l'organització de les denominades Trobades de Cultura Popular, així com amb l'organització de ballades populars, glosats, festivals de cançó tradicional, mostres d'artesania i moltes altres iniciatives. No tenien pretensió de fer-ne una col·lecció, però l'exìt del primer quadern va engrescar els seus promotors a continuar.
Els seus caps són Francesc Salord Faner, Josep Pons Gener i Josep Portella Coll. El 1992 va obtenir el Premi 31 de desembre.